# Blomberg (Lippe)

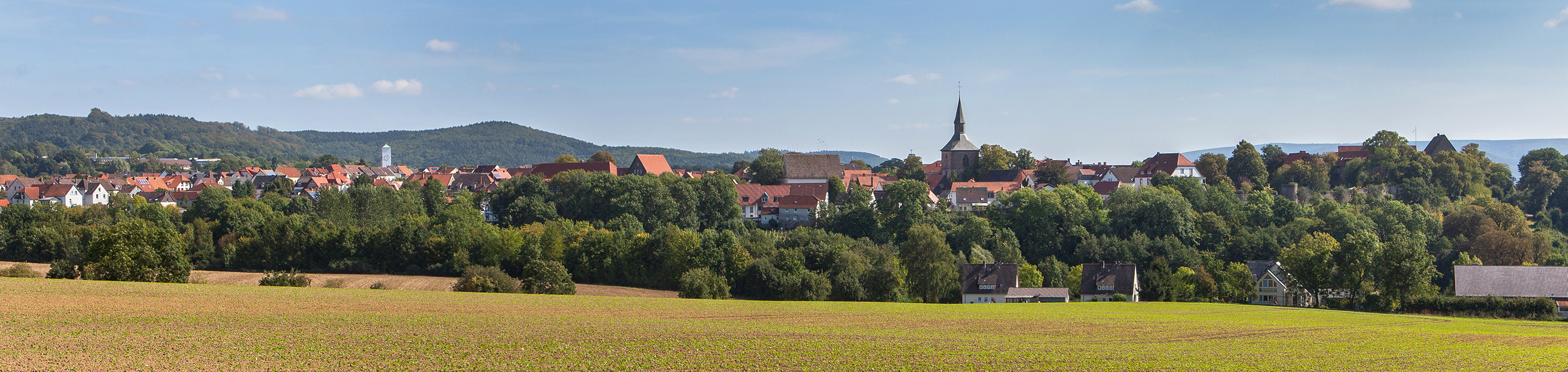
Blomberg, Vista desde el Noroeste

Blomberg (en bajo alemán: En'n Blommajje, Blommerg) es una ciudad en el sureste del Distrito de Lippe, en la Región de Detmold, en el estado federado de Renania del Norte-Westfalia. Se encuentra a unos 45 km al sureste de Bielefeld y a 20 km al este de Detmold. La ciudad incorporó en 1970, 18 municipios hasta entonces independientes. Blomberg tiene alrededor de 16.000 habitantes y un casco histórico muy bien conservado. La primera colonización del territorio se llevó a cabo entre los siglos VI y VIII en el marco de la inmigración sajona. Entre 1231 y 1255 fue fundada la ciudad por el conde Bernardo III de Lippe.

## Geografía

### Ubicación geográfica
Blomberg se encuentra a 45 km al sureste de Bielefeld, a 20 km al este de Detmold y 17 km al suroeste de Bad Pyrmont. La ciudad está en las estribaciones meridionales de los Montes de Lippe, a 150 m. sobre el nivel del mar, rodeada de montañas boscosas de unos de 400 m de altura. En la parte oriental fluye el río Diestel, un afluente por la izquierda del río Emmer. 
La montaña más alta es Winterberg con 429  m.

### Agricultura

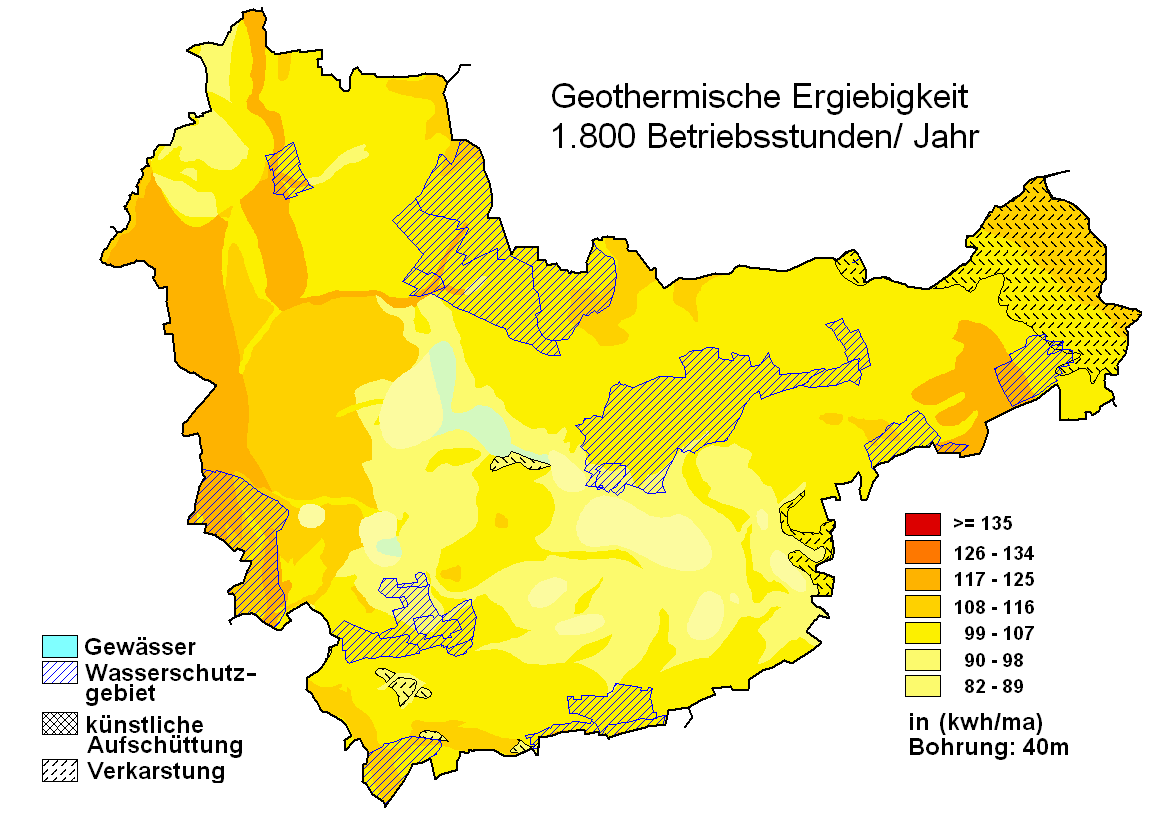
La energía geotérmica de Blomberg

La mayor parte del terreno (60%) está dedicado a la agricultura, principalmente como praderas y pastos. Los bosques están poblados de árboles de hojas caducas (hayas y abetos).

### Clima
La región de la ciudad de Blomberg tiene un típico Clima oceánico del noreste de Alemania. Los inviernos, bajo la influencia atlántica, son relativamente suaves y los veranos moderadamente cálidos. Las precipitaciones están distribuidas durante todo el año. La temperatura media anual es de 9 °C. La temperatura media mensual varía desde los 0 °C en enero a los 17 °C en julio/agosto. Las precipitaciones anuales son de unos 900 mm. El promedio anual de radiación solar es de 955 Kilovatios-hora por metro cuadrado.
| Parámetros climáticos promedio de Blomberg | Parámetros climáticos promedio de Blomberg | Parámetros climáticos promedio de Blomberg | Parámetros climáticos promedio de Blomberg | Parámetros climáticos promedio de Blomberg | Parámetros climáticos promedio de Blomberg | Parámetros climáticos promedio de Blomberg | Parámetros climáticos promedio de Blomberg | Parámetros climáticos promedio de Blomberg | Parámetros climáticos promedio de Blomberg | Parámetros climáticos promedio de Blomberg | Parámetros climáticos promedio de Blomberg | Parámetros climáticos promedio de Blomberg | Parámetros climáticos promedio de Blomberg |
| Mes                                        | Ene.                                       | Feb.                                       | Mar.                                       | Abr.                                       | May.                                       | Jun.                                       | Jul.                                       | Ago.                                       | Sep.                                       | Oct.                                       | Nov.                                       | Dic.                                       | Anual                                      |
| ------------------------------------------ | ------------------------------------------ | ------------------------------------------ | ------------------------------------------ | ------------------------------------------ | ------------------------------------------ | ------------------------------------------ | ------------------------------------------ | ------------------------------------------ | ------------------------------------------ | ------------------------------------------ | ------------------------------------------ | ------------------------------------------ | ------------------------------------------ |
| Temp. máx. media (°C)                      | 4.0                                        | 5.0                                        | 8.0                                        | 12.0                                       | 17.0                                       | 20.0                                       | 22.0                                       | 22.0                                       | 18.0                                       | 14.0                                       | 8.0                                        | 5.0                                        | 12.9                                       |
| Temp. mín. media (°C)                      | 0.0                                        | 0.0                                        | 2.0                                        | 5.0                                        | 9.0                                        | 12.0                                       | 13.0                                       | 13.0                                       | 11.0                                       | 8.0                                        | 4.0                                        | 0.5                                        | 6.5                                        |
| Precipitación total (mm)                   | 85                                         | 60                                         | 70                                         | 65                                         | 75                                         | 82                                         | 81                                         | 78                                         | 70                                         | 65                                         | 85                                         | 95                                         | 911                                        |
| Horas de sol                               | 1                                          | 3                                          | 3                                          | 5                                          | 6                                          | 6                                          | 6                                          | 6                                          | 5                                          | 4                                          | 2                                          | 1                                          | 48                                         |
| Fuente:                                    |                                            |                                            |                                            |                                            |                                            |                                            |                                            |                                            |                                            |                                            |                                            |                                            |                                            |

## Historia

### Fundación de la ciudad y desarrollo en la Edad Media

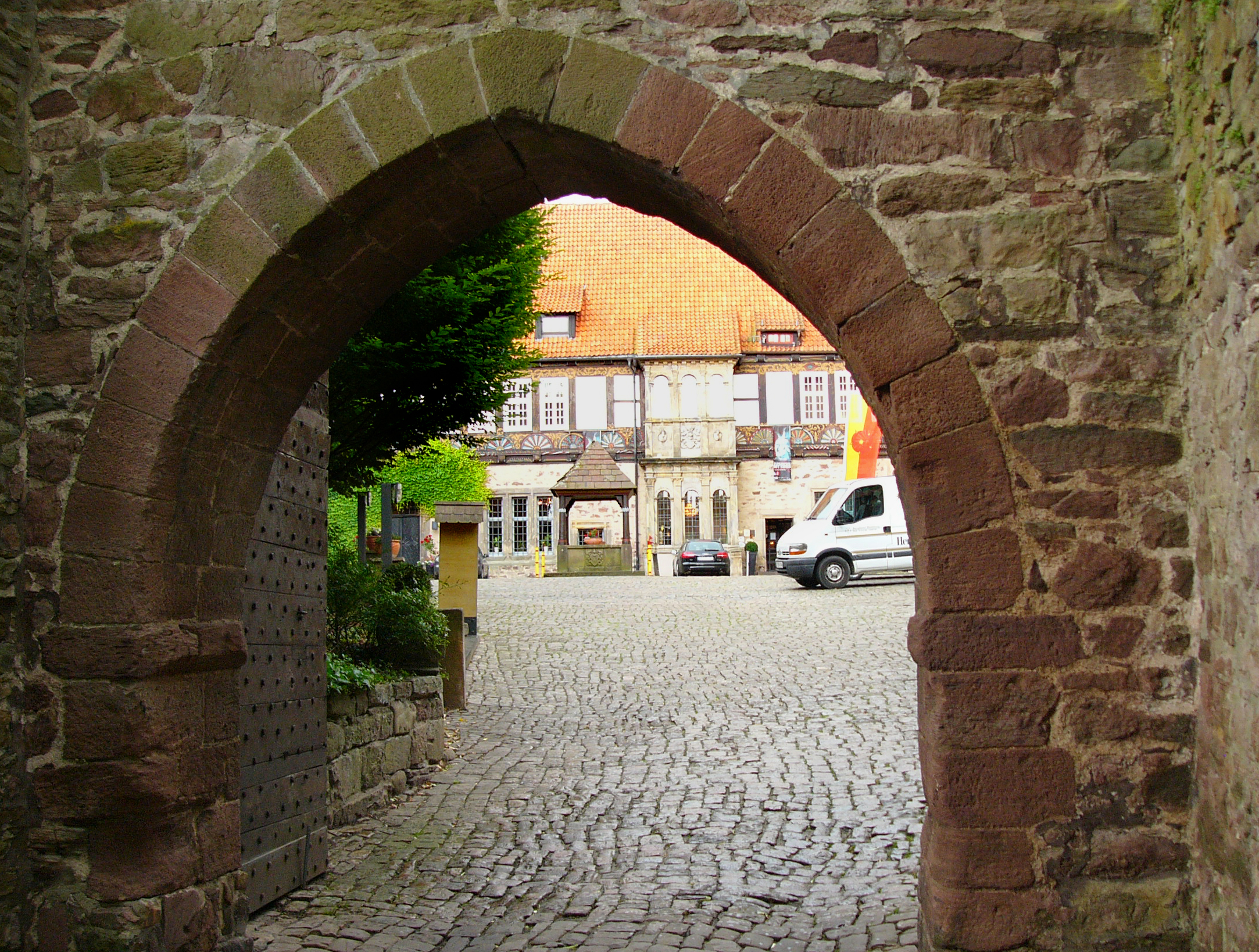
Puerta de entrada al castillo con vista al patio interior

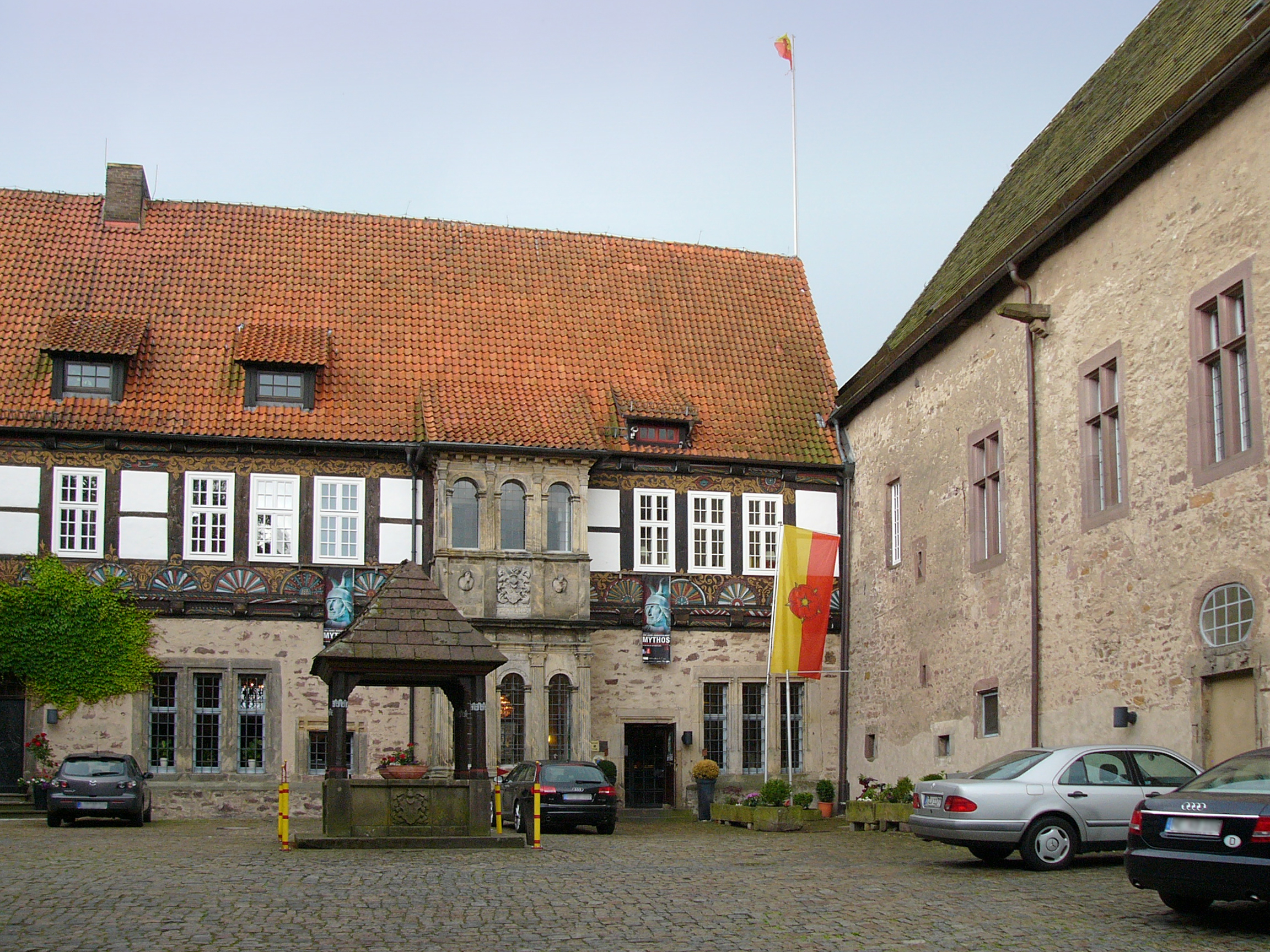
Castillo, vista al patio

Durante los siglos VI y VIII comienzan los asentamientos en la ciudad, en el transcurso de la transmigración de los sajones. En este tiempo surgieron los poblados de la región, cuya denominación termina en "trup",  como Herrentrup, Istrup, Wellentrup y otros. La terminación trup significa lugar, y siete localidades en la Cuenca de Blomberg la llevan en su topónimo.
En el siglo XI, la población creció de manera significativa: la agricultura, que hasta entonces empleaba medios rudimentarios de cultivo que no eran eficientes, experimentó un cambio significativo al introducirse el arado de hierro, la rotación trienal y el molino de agua. De esta manera, las tierras de Lippe se hicieron atractivas para los nobles (clase dominante). Los nuevos Señores fueron la Casa de Lippe y el conde de Schwalenberg y Sternberg. Se cree que construyeron conjuntamente  el castillo de Blomberg.
Blomber se fundó entre 1231 y 1255 por Bernardo III. Los documentos de la fundación se perdieron durante la disputa por Soester, por lo que no hay una fecha exacta. Sin embargo, hay un acta del año 1283, en la que se indica que el título de ciudad "hace tiempo" fue aprobado. Blomberg tenía para los señores feudales de Lippe una especial importancia, debido a que la ciudad se encontraba en la intersección de tres importantes rutas comerciales: La carretera de Colonia, (Soest, Horn, Blomberg y Hamelín), la carretera de Fráncfort, (Kassel, Warburg, Steinheim, Blomberg y de Rinteln a Bremen) y la carretera de Osnabrück (Herford, Lemgo, Blomberg, Hoexter y Turingia). Los caminos estaban en tan mal estado que solo podían recorrerse 25 a 50 km/día. Además, los bosques eran peligrosos por los ataques de bandoleros. Las carreteras en la zona de Blomberg estaban protegidas por seis torres de vigilancia.

### Destrucción, reconstrucción y Reforma

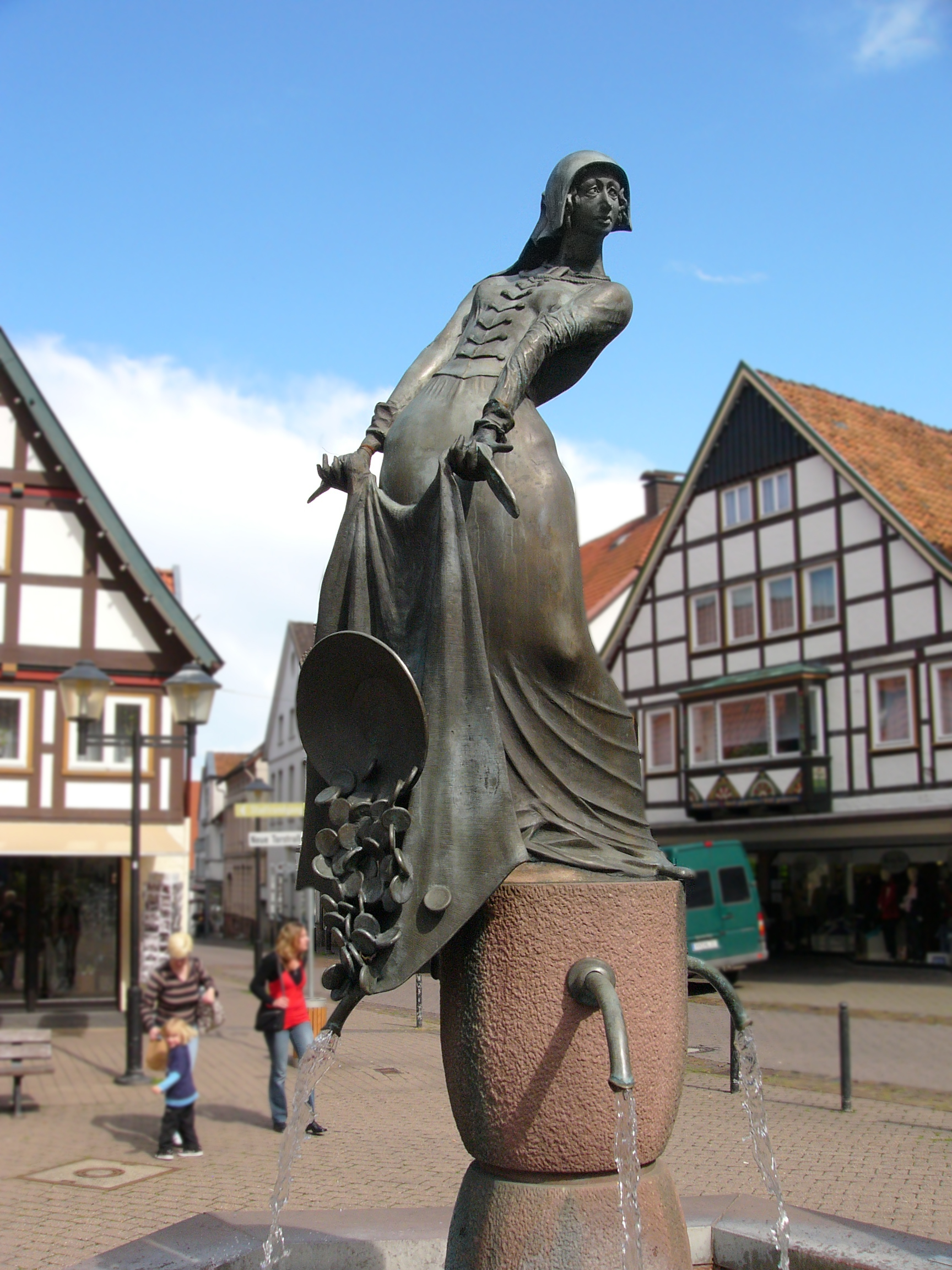
La Alheyd del Pozo en el Mercado de Blomberg

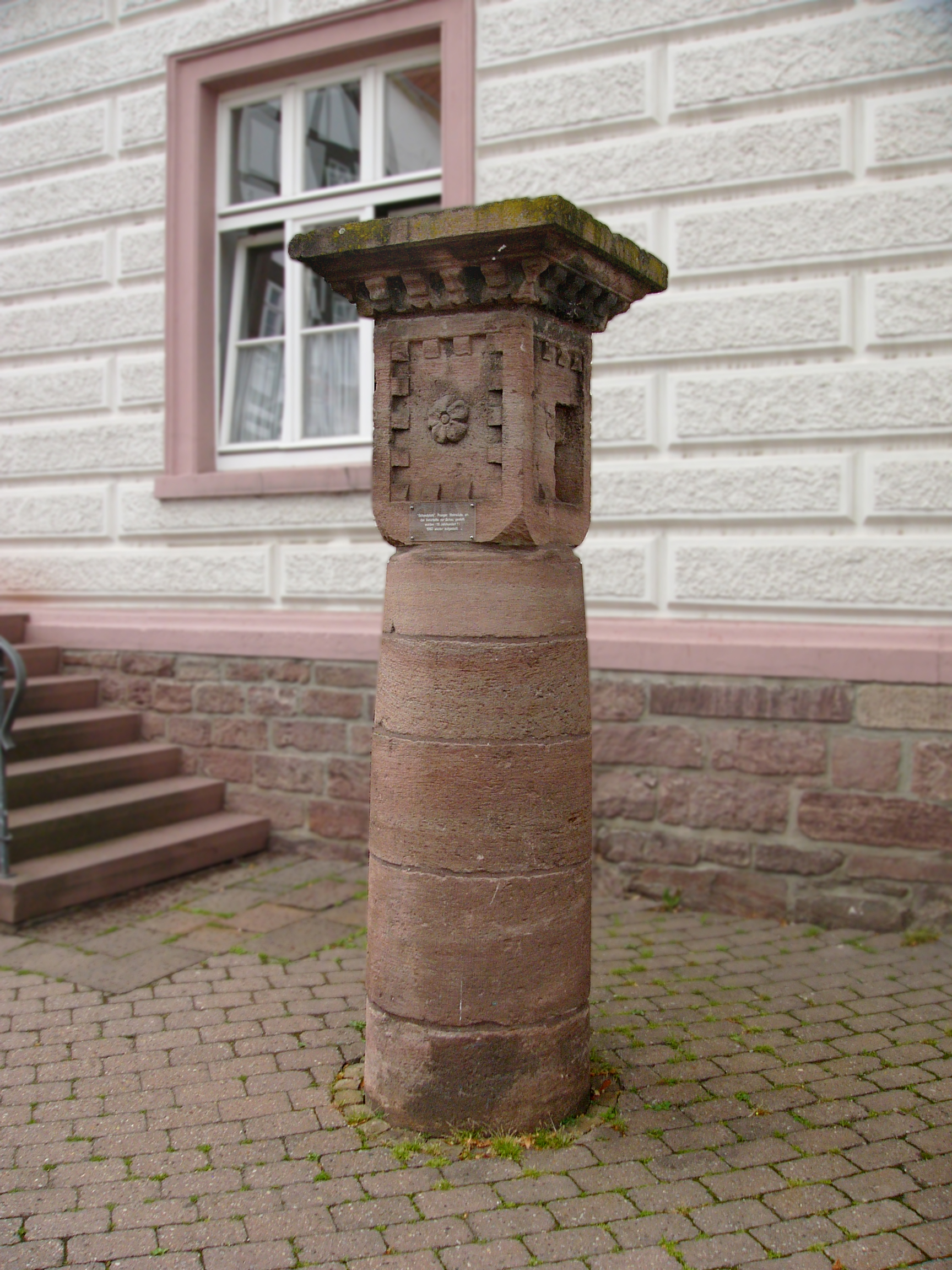
El “pedestal de la infamia” frente al Ayuntamiento

En el transcurso de la disputa de Soester en el año 1447, el ejército del Arzobispo de Colonia sitió Blomberg. El 14 de junio se produjo un incendio que destruyó la ciudad casi por completo.
La ciudad fue reconstruida a partir de 1468 con el apoyo de Bernardo VII. Según la leyenda, en ese tiempo, una mujer llamada Alheyd Pustekoke robó de la Iglesia de San Martín 45 hostias consagradas. En su huida, las arrojó a un pozo. Sin embargo, las hostias "milagrosamente" no se hundieron y Alheyd fue detenida y quemada por bruja en la hoguera. Pronto se extendió la noticia de que el pozo tenía poderes curativos milagrosos y Blomberg se convirtió en un lugar de peregrinación. La noticia llegó hasta el Vaticano, por lo que los cardenales en Roma promovieron la construcción de una capilla sobre el pozo. En 1468 le regalaron a los canónigos agustinos el Monasterio de Möllenbeck. En 1473, la iglesia fue ampliada y es actualmente la iglesia calvinista. Los donativos fueron tan considerables que se levantó una nueva iglesia que ha servido durante 200 años como lugar de enterramiento de la nobleza de Lippe.
En 1538, reunidos los nobles en Lippe, decidieron que la iglesia del condado sería luterana, perdiendo la Iglesia Católica sus posesiones. El pozo perdió importancia y cayó en el olvido. En el año de 1605, el conde de Lippe Simón VI ordenó que las iglesias fueran de confesión calvinista en todas las ciudades y municipios de su condado.

### Treinta años de guerra y el desarrollo económico
Durante la Guerra de los treinta años (1618-1648) Blomberg resultó muy destruida cuando fue saqueada en agosto de 1636. En el transcurso de la guerra, los habitantes de Blomberg sufrieron una devastadora epidemia de peste y la población se redujo en poco tiempo de 1.640 a 675 Personas. La ciudad se recuperó lentamente de los horrores de la guerra.
En 1589, en un proceso por brujería fueron condenadas y ejecutadas en Bloomberg tres mujeres de Donop y Kleinenmarpe en Blomberg. En Wellentrup, durante la persecución de brujas se mataron a tres hombres y dos mujeres desde 1589 hasta 1674. El Concejo municipal de Blomberg rehabilitó el 10 de marzo de 2015 a las víctimas de la persecución de brujas.
Algunos comerciantes se establecieron en Blombergs de las calles principales, el Largo y el Corto Steinweg, de rodillas, su majestuoso Dielenhäuser de 16. y 17. Siglo, en parte aún se conservan hoy en día. Después de la lippischen Censo de 1776, había en Blomberg una variada artesanal-comercial de la Estructura. Se incluyeron 84 Zapatero, 30 Zeugmacher, 30 de Campo y Carreteros, 15 Carpinteros, 13, Panaderos, 10 Escritor, 8 Leineweber, 7 Cerrajeros, 6 Herreros, 3 dueños de restaurantes, 3 Sombrerero, 3 Vasos, 3 Carnicero, 3 Baños y Cirujanos, 3 Distribuidor, 3 Albañiles, 2 Farmacéuticos, 2 Radmacher y 2 Carpinteros.
En el siglo 18. El siglo xix se desarrolló el Schusterhandwerk. Aún hoy en día, la Schusterlaterne el Icono de la Blomberger Artesanía. Temporalmente trabajaban más de 100 Zapatero en la Ciudad y enviaron sus Productos hasta después de Kassel, Osnabrück, Hannover y Braunschweig.
-->

### El nazismo y la Segunda Guerra Mundial

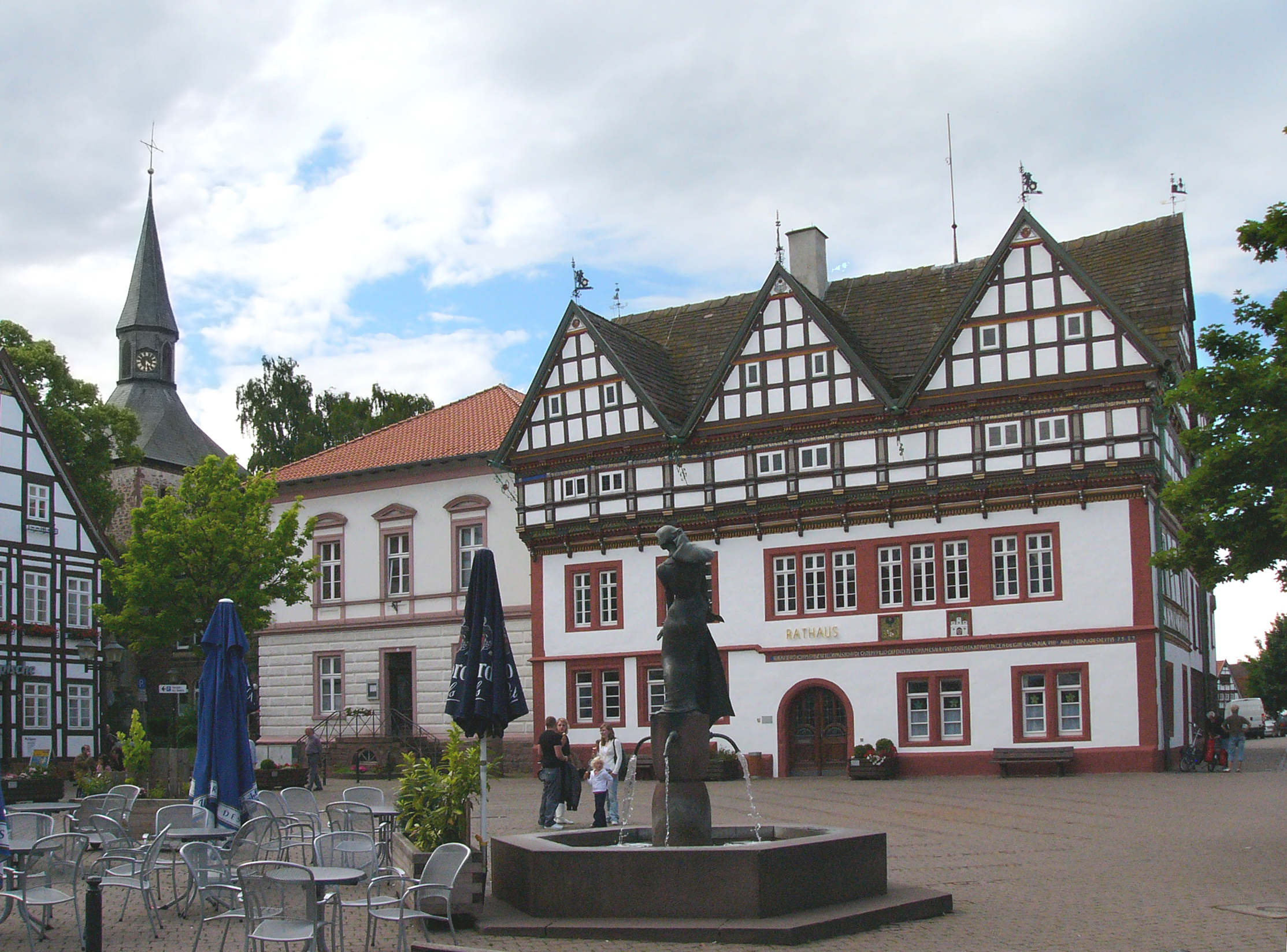
Ayuntamiento y plaza del Mercado

El 15 de enero de 1933, se celebraron en Lippe las elecciones federales (regionales). En las últimas elecciones generales, celebradas en noviembre de 1932, el partido NAZI había sufrido una disminución del 41,13 % al 34,72 %.  Toda la dirección nazi se involucró en la campaña en Lippe y en la fase final, Hitler intervino dieciséis veces, en menos de diez días en el Lippe. El 13 de enero de intervino Hitler y Frick en Blomberg, antes 5.000 personas. En las elecciones el partido Nazi subió un 10 %, alcanzando el 43,4 % de los votos, mientras que el Partido Socialista solo obtuvo el 26,6 % y el comunista KPD el 15,9 %. El partido NAZI declaró que su victoria en el Lippe era la puerta para alcanzar el gobierno en Alemania. En Berlín, el presidente del Reich Hindenburg, cedió a las presiones de los conservadores y nombró a Hitler canciller del Reich. Los nazis comenzaron inmediatamente a imponer su política. En el marco de la denominada Uniformidad, fueron prohibidos los partidos políticos, sindicatos y muchas asociaciones. La mayoría de los puestos de la Administración y de la vida pública, fueron ocupados por miembros del partido Nazi. Quién no se integraba en su "comunidad nacional", fue perseguido y encarcelado.
El 6 de marzo de 1933 fueron los primeros dirigentes y miembros del partido comunista en Blomberg detenidos, mediante denuncias anónimas. El 1 de abril de 1933, se disolvió el partido socialista (SPD) en Blomberg. La familia judía Königsheim,  emigró a la Argentina. Desde entonces, no hay ninguna comunidad judía en Blomberg. La antigua Sinagoga es en la actualidad, el archivo municipal.

### Escudo de armas

Escudo de armas de Blomberg

Blasonamiento: Fondo verde con un castillo blanco con cúpulas rojas. En el vano de la puerta, una rosa roja con un  flósculo central amarillo.

## Personalidades

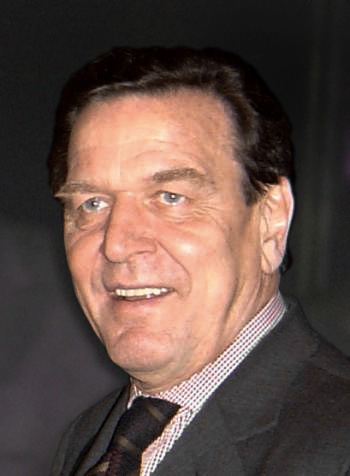
el excanciller alemán, Gerhard Schröder, nacido en Mossenberg De Wöhren

Canciller alemán Gerhard Schröder

## Barrios (19)
- Cappel (Blomberg)